# Jan Thorn Prikker (Künstler)

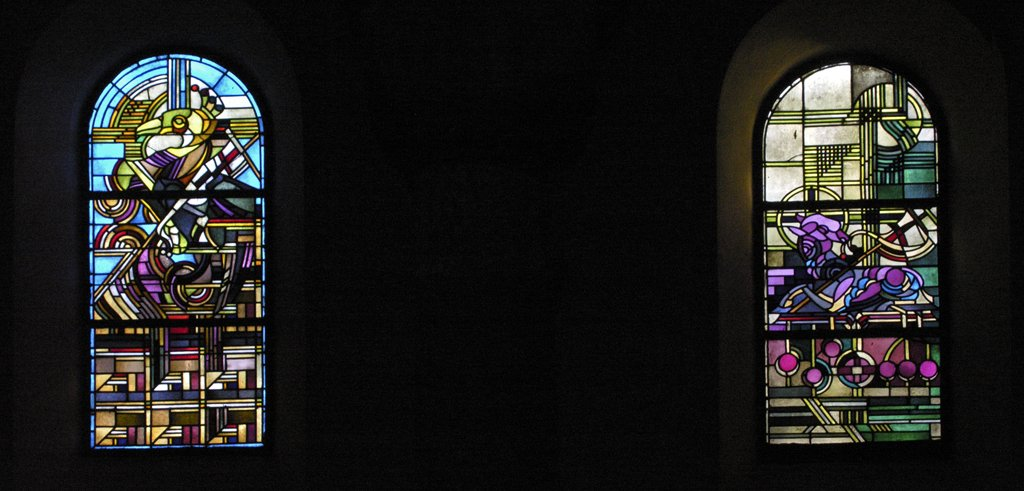
Pfarrkirche St. Georg in Köln (1930)

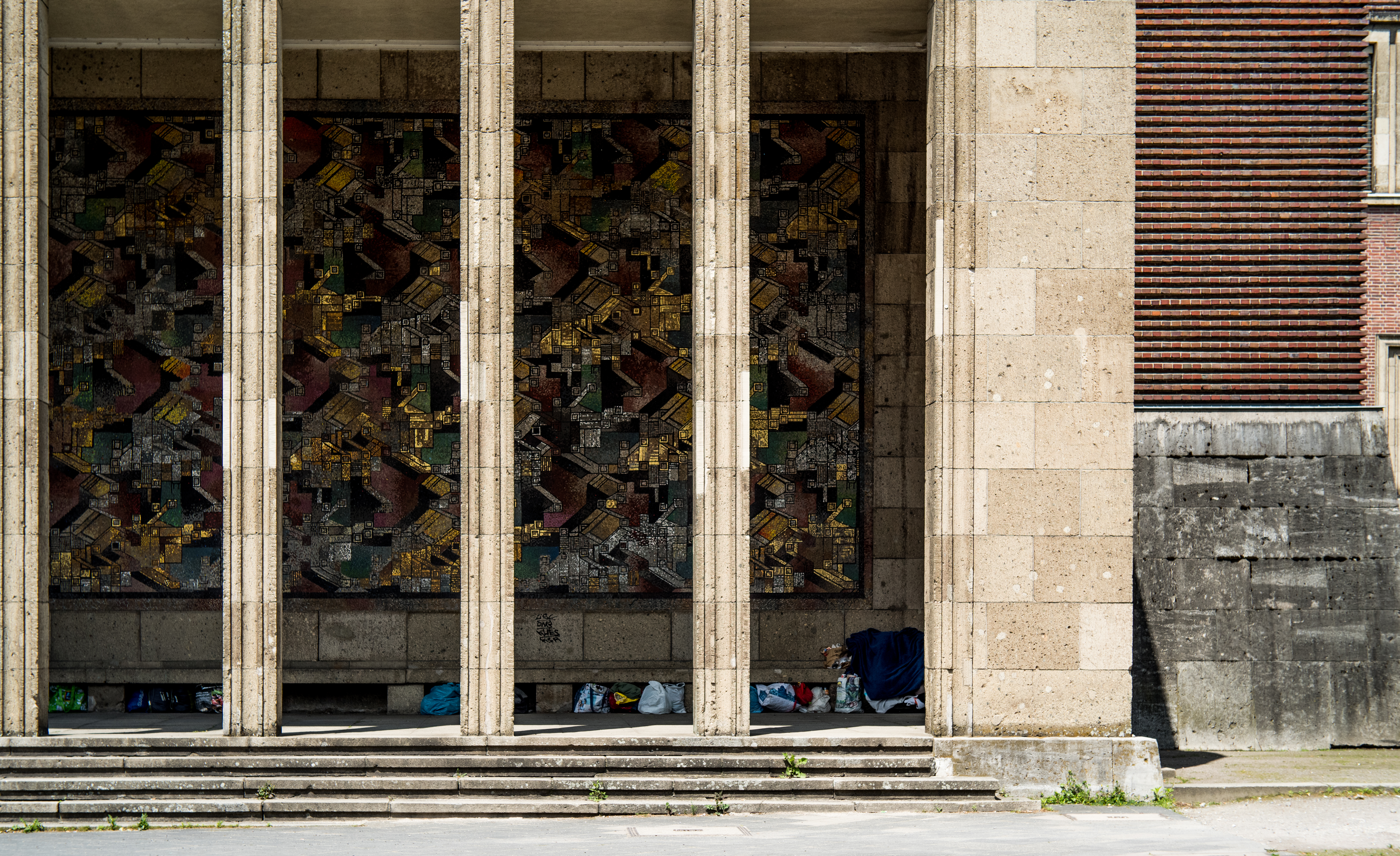
Mosaik "Der Tag" am Durchgang zum Ehrenhof in Düsseldorf

Jan (Johan) Thorn Prikker (* 5. Juni 1868 in Den Haag; † 5. März 1932 in Köln) war ein niederländischer Künstler, der im Jahr 1904 nach Deutschland übersiedelte und dort aus seinen Jugendstil-beeinflussten Anfängen heraus eine eigene monumentale Kunst entwickelte, die sich vor allem in Glasmalereien, Mosaiken und Wandbildern ausdrückte.

## Leben

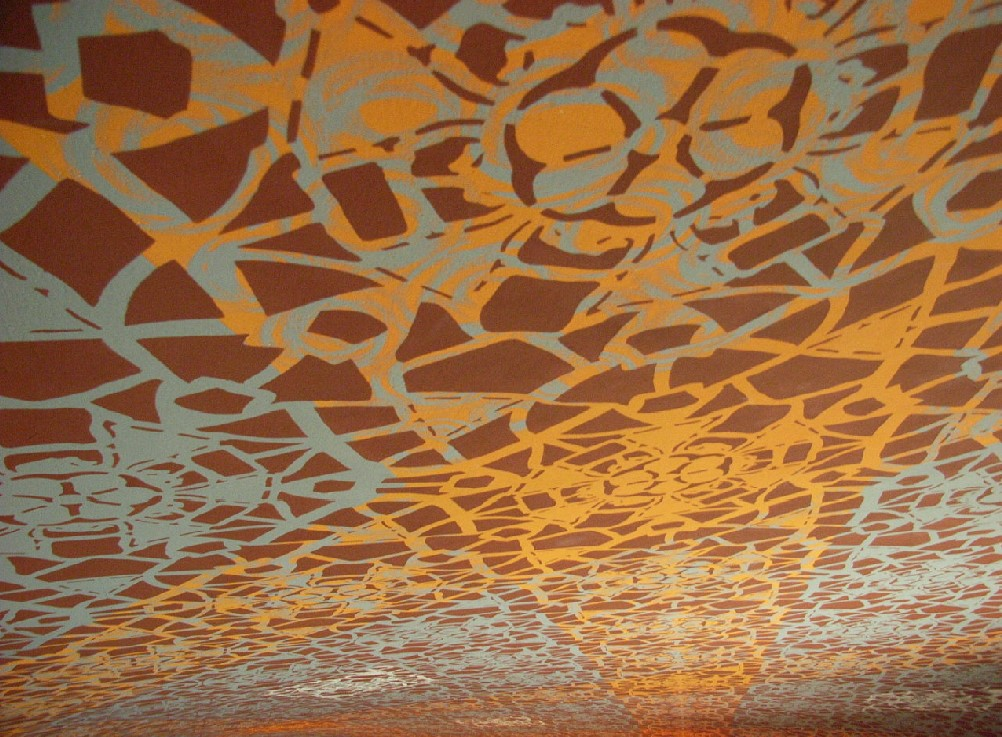
Rekonstruierte Deckenbemalung in der altkatholischen Friedenskirche in Essen (1916)

Jan Thorn Prikker war Sohn des Glasmalers Henrik Philippus Thorn Prikker (*17.06.1835 Rotterdam) und seiner Frau Maria van Gijzelen (*1837) und besuchte von 1883 bis 1887 die Kunstakademie in Den Haag. 1890 wurde er durch Jan Toorop in die belgische Künstlergruppe Les XX eingeführt, 1892 durch Joséphin Péladan in die Rosenkreuzer-Gemeinschaft. Ab 1898 war er künstlerischer Leiter der Kunsthandlung Arts and Crafts in Den Haag, bis er schließlich im Jahr 1904 nach Deutschland übersiedelte.
Durch Vermittlung des damaligen Museumsdirektors Friedrich Deneken kam der niederländische Maler und Gestalter 1904 als Lehrer an die neu gegründete Handwerker- und Kunstgewerbeschule Krefeld (heute: Hochschule Niederrhein), wo Hans Kruzwicki, Helmuth Macke, Heinrich Campendonk, Heinz von der Way und Wilhelm Wieger zu seinen ersten Schülern zählten. Thorn Prikker gehörte zu den charismatischen und vielfältigen Künstlerpersönlichkeiten der Zeit, deren Arbeit sich im Grenzbereich von freier und angewandter Kunst bewegte. So schuf er sowohl Landschaftsbilder und monumentale Wandgemälde als auch Entwürfe für Möbel und Textilien im Stil des Art Nouveau. Mit seinen jungen Studenten unternahm er zahlreiche Ausflüge in die Umgebung von Krefeld, um ihnen dort in der Natur die Prinzipien der Pleinairmalerei zu vermitteln.
1910 verließ Thorn Prikker die Krefelder Kunstgewerbeschule, um sich im westfälischen Hagen aktiv an den künstlerischen Reformbestrebungen der Werkbund-Bewegung um den Kunstmäzen Karl Ernst Osthaus, den Begründer des Folkwang-Museums, zu beteiligen. Kurz darauf erhielt er zahlreiche Aufträge für Wandgemälde, Mosaike und vor allem Farbverglasungen, unter anderem 1912 für das von Peter Behrens entworfene Gesellenhaus in Neuss. Während seines Aufenthaltes in Hagen arbeitete er von 1913 bis 1916 als Lehrer an der Essener Handwerker- und Kunstgewerbeschule, der späteren Folkwang-Schule Essen.
Verschiedene Studienreisen dieser Schaffensperiode führten ihn nach Italien (1906), Dänemark (1908) und Frankreich (1913).
Nach einem kurzen Zwischenaufenthalt in Überlingen (1919/1920) unterrichtete er anschließend für drei Jahre als Lehrer für Glasmalerei beziehungsweise Monumentalkunst an der Königlichen Kunstgewerbeschule München, dann von 1923 bis 1926 an der Kunstakademie Düsseldorf, und von 1926 bis zu seinem Tod als Professor an den Kölner Werkschulen.
Sein Sohn Hein (1911–1998) war in den 1940er- und 1950er-Jahren erfolgreicher Motorradrennfahrer.

## Stil

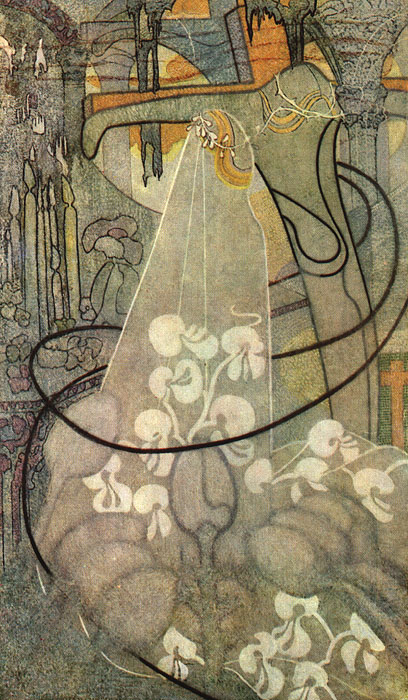
Die Braut (1892–1893)

Jan Thorn Prikker war in seiner niederländischen Zeit vor allem beeinflusst von japanischer Holzschnittkunst ebenso wie von Expressionismus und französischem Neoimpressionismus, ließ sich aber in seiner gesamten künstlerischen Entwicklung nie ganz festlegen. Nach ersten pointillistischen Versuchen hatte er sich früh der linearen Spielart des Jugendstils zugewandt.
Er war tief religiös und ein überzeugter Christ, der stark von den religiösen Ideen der Nabis beeinflusst wurde. Ein erster Versuch 1895, ein großes Triptychon Dreifaltigkeit mit mystischer Interpretation zu malen, war noch gescheitert, Thorn Prikker zerstörte das Werk. Später experimentierte er mit Motiven des Mystizismus und des katholischen Ideals und malte mehrere biblische Szenen. Mit seinen Werken gilt er als Erneuerer der religiösen Kunst mit expressionistischen Einflüssen.
Bleibenden Einfluss hat er auf die Entwicklung und Erneuerung der Glasmalerei in Deutschland gehabt. So bezog er zum Beispiel die Bleistege seiner monumentalen Kunstwerke mit in die Gestaltung der Fenster ein und setzte vor allem in dem von ihm leidenschaftlich geliebten Gebiet am Niederrhein bestimmende Impulse. Viele seiner Entwürfe, darunter die besonders bekannten Fenster für die Dreikönigenkirche in Neuss, die 1912 auf der Kölner Sonderbund-Ausstellung gezeigt wurden, wurden in Berlin von dem Unternehmen Vereinigte Werkstätten für Mosaik und Glasmalerei Puhl & Wagner, Gottfried Heinersdorff ausgeführt. Heinersdorff hatte auf Grund seiner guten Kontakte zum Deutschen Werkbund und zu Osthaus Aufträge unter anderem für den Bahnhof in Hagen vermittelt. Die innere Ausgestaltung der altkatholischen Friedenskirche in Essen (erbaut 1914 bis 1916) war ebenfalls Thorn Prikkers Werk. Das Gotteshaus gilt vielen als wichtigste Jugendstilkirche in Deutschland. 2006 wurde ein Teil der im Krieg zerstörten Wandmalereien rekonstruiert. 1923 beauftragte ihn der Direktor des Kaiser-Wilhelm-Museums Max Creutz mit monumentalen Wandbildern. Prikker hatte den Zyklus Lebensalter in Secco-Technik geschaffen. In der Zeit des Nationalsozialismus wurden die Bilder zum Schutz zugemauert. Nach dem Zweiten Weltkrieg wurden sie zunächst wieder sichtbar gemacht, 1976 abermals hinter einer Schutzwand versteckt und 2015 wieder sichtbar gemacht.
Später ließ Thorn Prikker auch in der Werkstatt von Hein Derix in Kevelaer fertigen, in der sich noch heute der Raum bewundern lässt, in dem Thorn Prikker und Derix sen. diskutiert und auch gefeiert haben.

## Ausstellungen
Jan Thorn Prikker vollzog in den 1920er Jahren einen Stilwandel von einer dem Jugendstil entlehnten Formensprache mit teilweise figurativen Motiven hin zu einer strengeren konstruktiven Bildauffassung mit geometrischen Formen. Diese Entwicklung lässt sich anhand der im Krefelder Kaiser-Wilhelm-Museum ausgestellten Fenster gut nachvollziehen. Die Auswahl dort umfasst alle Schaffensphasen seiner letzten beiden Jahrzehnte, von dem frühen „Christuskopf – Ecce Homo“ (1913, ehemals Folkwang-Museum Hagen) bis zu dem in strahlendem Blau leuchtenden „Phos Zoä – Licht und Leben“ (1931/1932). Weitere Werke des Künstlers finden sich im Deutschen Glasmalerei-Museum in Linnich.
Seit dem 13. November 2010 lief eine große Retrospektive im Museum Boijmans Van Beuningen in Rotterdam mit dem Titel „Mit allen Regeln der Kunst“ und vom 26. März 2011 bis zum 7. August 2011 fand im Museum Kunstpalast in Düsseldorf die erste „große Ausstellung in Deutschland“ statt.

## Werk

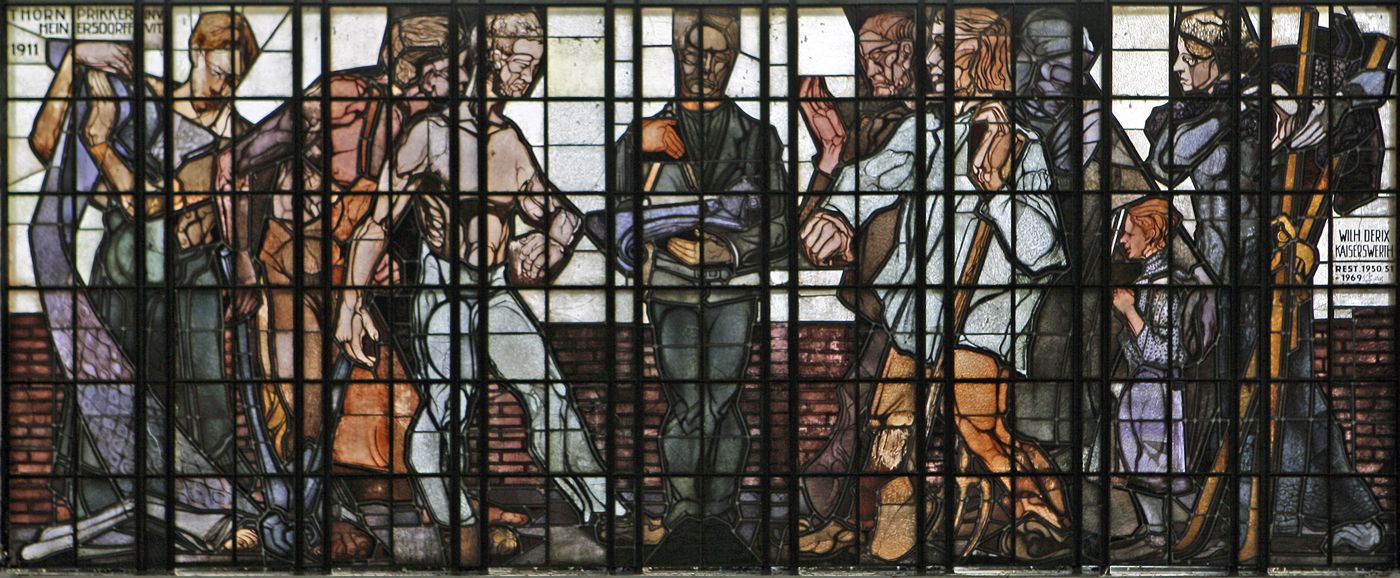
„Der Künstler als Lehrer für Handel und Gewerbe“ (1911)

- 1909: Freskokarton „Kain und Abel“, Museum Folkwang in Essen
- 1911: Villa Hohenhof (Hagen), Architekt: Henry van de Velde, Bauherr: Karl Ernst Osthaus, Farbverglasung im Treppenhaus zu den Privaträumen
- 1911: figürliche Farbverglasung „Der Künstler als Lehrer für Handel und Gewerbe“, in der Empfangshalle des Hagener Hauptbahnhofs
- 1913: Madonnenmosaik in St. Georg in Köln[5]
- vor 1913: Farbverglasung eines Herrenzimmers von Georg Metzendorf für das Kaiser Friedrich-Museum in Magdeburg[6]
- 1913: Farbverglasungen der Dreikönigenkirche in Neuss
- 1916: ornamentale Wand- und Deckenbemalung (teilweise im Zweiten Weltkrieg zerstört und 2006 rekonstruiert), Apsis-Mosaik und einzelne Fenster (Eingang & Sakristei) in der altkatholischen Friedenskirche in Essen
- Farbverglasungen in der alten Synagoge in Krefeld (1938 zerstört, 2008 nach Originalentwürfen für die neue Synagoge rekonstruiert)
- vor 1917: Aulafenster in der Viktoriaschule Essen[7]
- vor 1917: Mosaikfries im Kammermusiksaal der Stadthalle Hagen[7]
- vor 1918: Innenausstattung der alt-katholischen Friedenskirche in Essen
- vor 1920: Farbverglasung in einem Wohnhaus von Alfred Fischer-Essen in Essen-Bredeney[8]
- 1920: Farbverglasungen der Erbauungshalle in Offenbach
- 1922: Wanddekoration und Glasfenster des Börsensaals im Wilhelm-Marx-Haus, Düsseldorf[9]
- 1923: Wandbilder Lebensalter, Kaiser-Wilhelm-Museum in Krefeld[10]
- 1924: Innengestaltung (Wandmalerei, Glasfenster und Mosaike) Mausoleum Nahrhaft, Nordfriedhof Düsseldorf
- 1925: Mosaiken „Tag“ und „Nacht“, im Ehrenhof Düsseldorf[11]
- 1925: Farbverglasung der kath. Kirche Hl. Schutzengel (Frillendorf) von Edmund Körner[12]
- 1925: Farbverglasung im Treppenhaus der Villa Gröppel in Bochum, heute im Museum Ostwall in Dortmund
- 1925–1927: Farbverglasung Kirchenschiff, Katholische Filialkirche St. Borromäus in Fischbach-Oberraden (Eifel)
- 1926: Abendmahl-Mosaik in der Duinvordkirche in Den Haag.
- 1926: Farbverglasungen in der Eingangshalle des Museums Kunstpalast in Düsseldorf.
- 1929: Wandbild im Verwaltungsgebäude der Firma Philips in Eindhoven.
- 1930: Farbverglasungen (Fenster-Zyklus) in der Pfarrkirche St. Georg in Köln
- 1930: ornamentale Farbverglasungen in der evangelischen Auferstehungskirche in Essen (im Zweiten Weltkrieg zerstört und ab 1995 nach Originalkartons rekonstruiert durch die Fa. Hein Derix in Kevelaer).
- 1931: Wandbilder in den Rathäusern von Rotterdam und Amsterdam.
- 1931: ornamentale Farbverglasungen in der Klosterkirche B.M.V. in Essen-Holsterhausen.

## Schüler
- Oskar Fritz Beier
- Trude Benning
- Herbert Bienhaus
- Heinrich Campendonk
- Heinrich Dieckmann
- Hans Kruzwicki
- Helmuth Macke
- Regina Relang
- Ludwig Gabriel Schrieber, 1924–1926
- Milly Schmitz-Steinkrüger
- Wilhelm Schmitz-Steinkrüger
- Elisabeth Treskow
- Max Wendl
- Anton Wendling
- Wilhelm Wieger
- Alfred Wiese
- Josef Albers

## Ehrungen
Nach Thorn Prikker wurden in Köln, Krefeld, Hagen, Rotterdam und Slotervaart Straßen benannt.
In Erinnerung an den lange in Krefeld wirkenden Künstler stiftete die Stadt Krefeld 1949 die Thorn-Prikker-Ehrenplakette
für Künstler aus dem niederrheinischen Raum.